# Саясанское сельское поселение
Саясанское се́льское поселе́ние — муниципальное образование в Ножай-Юртовском районе Чечни Российской Федерации.
Административный центр — село Саясан.

## История
Статус и границы сельского поселения установлены Законом Чеченской Республики от 20 февраля 2009 года № 11-РЗ «Об образовании муниципального образования Ножай-Юртовский район и муниципальных образований, входящих в его состав, установлении их границ и наделении их соответствующим статусом муниципального района и сельского поселения».

## Население
| 2010  | 2012  | 2013  | 2014  | 2015  | 2016  | 2017  |
| ----- | ----- | ----- | ----- | ----- | ----- | ----- |
| 1145  | ↗1175 | ↗1195 | ↗1232 | ↗1276 | ↗1306 | ↗1346 |
| 2018  | 2019  | 2020  | 2021  | 2023  | 2024  |       |
| ↗1371 | ↗1394 | ↗1409 | ↘1264 | ↗1295 | ↗1301 |       |

## Состав сельского поселения
| № | Населённый пункт | Тип населённого пункта       | Население |
| - | ---------------- | ---------------------------- | --------- |
| 1 | Саясан           | село, административный центр | ↗1301     |